# Hammarlunda landskommun
Hammarlunda landskommun var en tidigare kommun i dåvarande Malmöhus län.

## Administrativ historik
Kommunen bildades i Hammarlunda socken i Frosta härad i Skåne när 1862 års kommunalförordningar trädde i kraft. 
I kommunen inrättades 26 maj 1899 Löberöds municipalsamhälle som även hade en del i Högseröds landskommun.  
Vid kommunreformen 1952 uppgick kommunen i Löberöds landskommun som uppgick 1971 i Eslövs kommun.

## Politik

### Mandatfördelning i Hammarlunda landskommun 1938-1946
| 6 | 6 | 5 |

| 17 |

| 5 | 5 | 7 |

| 17 |

| 17 |

| 17 |